# Gesnes-en-Argonne
Gesnes-en-Argonne ist eine französische Gemeinde mit 52 Einwohnern (Stand: 1. Januar 2022) im Département Meuse in der Region Grand Est (vor 2016: Lothringen). Die Gemeinde gehört zum Arrondissement Verdun, zum Kanton Clermont-en-Argonne (bis 2015: Kanton Montfaucon-d’Argonne) und zum Gemeindeverband Argonne-Meuse. 

## Geographie
Gesnes-en-Argonne liegt etwa 35 Kilometer nordwestlich von Verdun.
Umgeben wird Gesnes-en-Argonne von den Nachbargemeinden Romagne-sous-Montfaucon im Norden und Nordosten, Montfaucon-d’Argonne im Osten, Cierges-sous-Montfaucon im Osten und Süden sowie Exermont im Südwesten und Westen.

## Bevölkerungsentwicklung
| Jahr                       | 1962 | 1968 | 1975 | 1982 | 1990 | 1999 | 2006 | 2011 | 2019 |
| Einwohner                  | 58   | 58   | 56   | 59   | 51   | 52   | 49   | 48   | 60   |
| Quellen: Cassini und INSEE |      |      |      |      |      |      |      |      |      |

## Sehenswürdigkeiten
- Kirche Saint-Pié, 1925 erbaut